# Frankie Boyle
Francis Martin Patrick „Frankie” Boyle (ur. 16 sierpnia 1972 w Glasgow) – szkocki komik, uprawiający komedię typu stand-up i występujący w rozrywkowych programach telewizyjnych. Charakterystyczny dla jego twórczości jest pesymistyczny, czarny humor, nierzadko wzbudzający kontrowersje.
Swoją karierę rozpoczął w 1996 roku. W latach 2005–2009 był stałym panelistą w programie Mock the Week. Występował także m.in. w 8 out of 10 Cats (2005-2008), Argumental (2008-2009), Never Mind the Buzzcocks (2009-2011), You Have Been Watching (2009) oraz Would I Lie to You? (2007-2009).